# Angels Camp
Angels Camp é a única cidade localizada no condado de Calaveras, no estado americano da Califórnia. Foi incorporada em 24 de janeiro de 1912.

## Geografia
De acordo com o United States Census Bureau, a cidade tem uma área de 9,4 km², onde 9,4 km² estão cobertos por terra e 0,03 km² por água.

### Localidades na vizinhança
O diagrama seguinte representa as localidades num raio de 24 km ao redor de Angels Camp. 

## Demografia
Segundo o censo nacional de 2010, a sua população é de 3 836 habitantes e sua densidade populacional é de 408 hab/km². Possui 1 943 residências, que resulta em uma densidade de 206,67 residências/km².

## Lista de marcos
A relação a seguir lista as entradas do Registro Nacional de Lugares Históricos em Angels Camp.
- Angels Hotel
- Calaveras County Bank
- Sam Choy Brick Store
- Utica Mansion